# Yorin FM
Yorin FM („Yorin“ steht für „you're in“) war ein kommerzieller niederländischer Radiosender. Er startete als Top-40-Hitradio mit enger Rotation und dem Claim „Jouw Nummer Een – Hitradio!“ Zwischenzeitlich hat sich die Station etwas verändert und spielte auch ältere und „rockige“ Songs.
Yorin FM gehörte bis Januar 2006 zu RTL Nederland und hat in den Niederlanden im Mai 2003 eine verbesserte UKW-Frequenzkette erhalten. Neben Yorin FM gab es in den Niederlanden noch Yorin TV, das ebenfalls für eine junge Zielgruppe konzipiert war. Im August 2005 wurde der Fernsehsender Yorin in RTL 7 umbenannt.
Anfänglich sollte der Name „Yorin FM“ bestehen bleiben. Im Januar 2006 wurde Yorin FM von der SBS Broadcasting Group übernommen und am 18. April 2006 in Caz umbenannt.